# Communistes de Russie
Ne doit pas être confondu avec Parti communiste de la fédération de Russie.

Drapeau des Communistes de Russie.

Communistes de Russie (russe : Коммунисты России (Kommunisty Rossii), abrégé en KR) est un parti politique communiste et marxiste-léniniste russe. Fondé le 23 mai 2009 en tant qu'organisation politique, Communistes de Russie est officiellement reconnu comme étant un parti politique le 22 avril 2012.

## Histoire
Lors des élections régionales russes de 2012, Communistes de Russie obtient de 2 à 3,5 % des voix et deux sièges[réf. nécessaire]. Aux élections législatives de 2016, le parti récolte 2,3 % des voix.
À l'occasion de l'élection présidentielle de 2018, Communistes de Russie présente Maxim Souraïkine comme candidat, le dirigeant de KR depuis 2010[réf. souhaitée].
Le parti défend un programme fondé sur la nationalisation des grandes entreprises, l'opposition au recul de l'âge de la retraite, la limitation des prix des denrées alimentaires, ou encore l'augmentation des bas salaires et des pensions. Il est aussi favorable au rétablissement de la peine de mort[réf. nécessaire].

## Résultats électoraux

### Élections présidentielles
| Année | Candidat         | 1er tour | 1er tour | 1er tour | 2d tour | 2d tour | 2d tour |
| Année | Candidat         | Voix     | %        | Rang     | Voix    | %       | Rang    |
| ----- | ---------------- | -------- | -------- | -------- | ------- | ------- | ------- |
| 2018  | Maxim Souraïkine | 499 369  | 0,68     | 7e       | -       | -       | -       |

### Élections législatives
| Année | Circonscriptions | Circonscriptions | Proportionnel | Proportionnel | Rang | Sièges  |
| Année | Voix             | %                | Voix          | %             | Rang | Sièges  |
| ----- | ---------------- | ---------------- | ------------- | ------------- | ---- | ------- |
| 2016  | 1 847 824        | 3,56             | 1 192 595     | 2,26          | 5e   | 0 / 450 |
| 2021  |                  |                  | 715 685       | 1,27          | 8e   | 0 / 450 |